# Martres-Tolosane
 Martres-Tolosane  là một xã thuộc tỉnh Haute-Garonne trong vùng Occitanie tây nam nước Pháp. Xã này nằm ở khu vực có độ cao trung bình 268 mét trên mực nước biển.